# Zetská bánovina

Poloha Zetské bánoviny v rámci jugoslávského království

Zetská bánovina (srbochorvatsky Зетска бановина/Zetska banovina) byla administrativní jednotka Království Jugoslávie mezi lety 1929 až 1941. Svým názvem odkazovala na středověké knížectví Zeta.
Zahrnovala území dnešní Černé Hory, jihozápadní část současné Bosny a Hercegoviny, jižní část současného Chorvatska (od města Dubrovník až po Prevlaku, západ Kosova a část regionu Sandžak. Správní centrum regionu se nacházelo ve městě Cetinje, historickém centru černohorského knížectví. Rozloha bánoviny činila 30 997 km² a v roce 1931 zde v rámci sčítání lidu bylo zaznamenáno 925 516 obyvatel. Hranice regionu byly stanoveny tak, aby znemožnily růst chorvatského, resp. albánského nacionalismu. V roce 1939 byly západní části připojeny k Chorvatské bánovině.

## Představitelé Zetské bánoviny
- 1929–1931: Krsta Smiljanić
- 1931–1932: Uroš Krulj
- 1932–1934: Aleksa Stanišić
- 1934–1936: Mujo Sočica
- 1936–1939: Petar Ivanišević
- 1939–1941: Božidar Krstić
- 1941: Blažo Đukanović